# Senhor de Coucy

Brasão de Armas da Casa de Coucy.

Os Senhores de Coucy eram os nobres titulares do (Sire de Coucy) Senhorio de Coucy. Era  um senhorio medieval tendo por base o Castelo de Coucy, em Coucy-le-Château-Auffrique, na Picardia. A fortaleza ou castelo foi fundado por Hervê, arcebispo de Reims e  permaneceu sob o controle desta diocese  durante algum tempo até que, provavelmente, na última parte do século X. O status exato de Coucy tornou-se obscuro por quase um século antes do surgimento de Alberico ou Aubri (1059). Os senhores de Coucy, especialmente no século XIII, foram os mais poderosos magnatas dos sub-condados na Europa Ocidental, emantinham enlaces diversos com as famílias reais, como as da França, Inglaterra e Escócia. O senhorio  acabou por ser absorvido no final do século XIV por Luís de Valois, duque de Orléans.

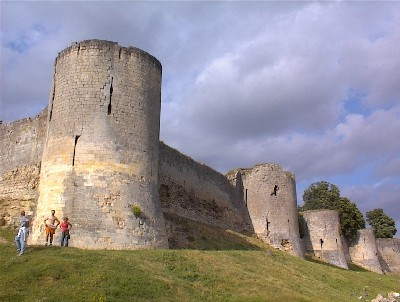
Castelo de Coucy - lado sul do jardim (parte da parede mais bem preservadas)

## Lista dos Senhores conhecidos docastelo de Coucy(Aisne)
- Início do séc. X: Hervé ou Hérivé arcebispo de Reims de (900-922) : Fundador da Fortaleza de Coucy
- (922-925) : Séulf ou Seuphes, arcebispo de Reims de 922 à 925 († 7-8-925)
- (925-931) : Hugo de Vermandois, arcebispo de Reims,  filho de Herberto II. Nascido em 920, morreu em 962
- (925-927) : Rogério II de Laon (após 890 - †942) conde de Laon. Não é certo que, embora senhor, ele tenha possuído Coucy.
- (927-934) : Herberto II, conde de Vermandois. Pai de Hugo de Vermandois.
- (934-???) : Bernardo, conde de Senlis. Primo de Hugo de Vermandois. filho do conde Huberto de Senlis. Irmão de Sprota de Senlis, mãe de Ricardo I da Normandia
- (???-949) : Hugo, o Grande, conde de Paris e Teobaldo I de Blois, conde de Blois, de Chartres e de  Châteaudun
- (949-???) : Artaud, arcebispo de Reims

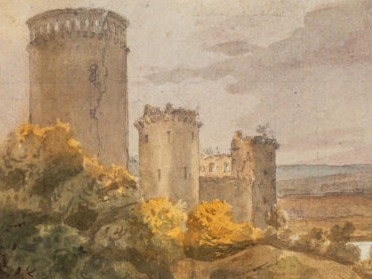
Aguarela sobre os traços de grafite (Publicado em 1820)

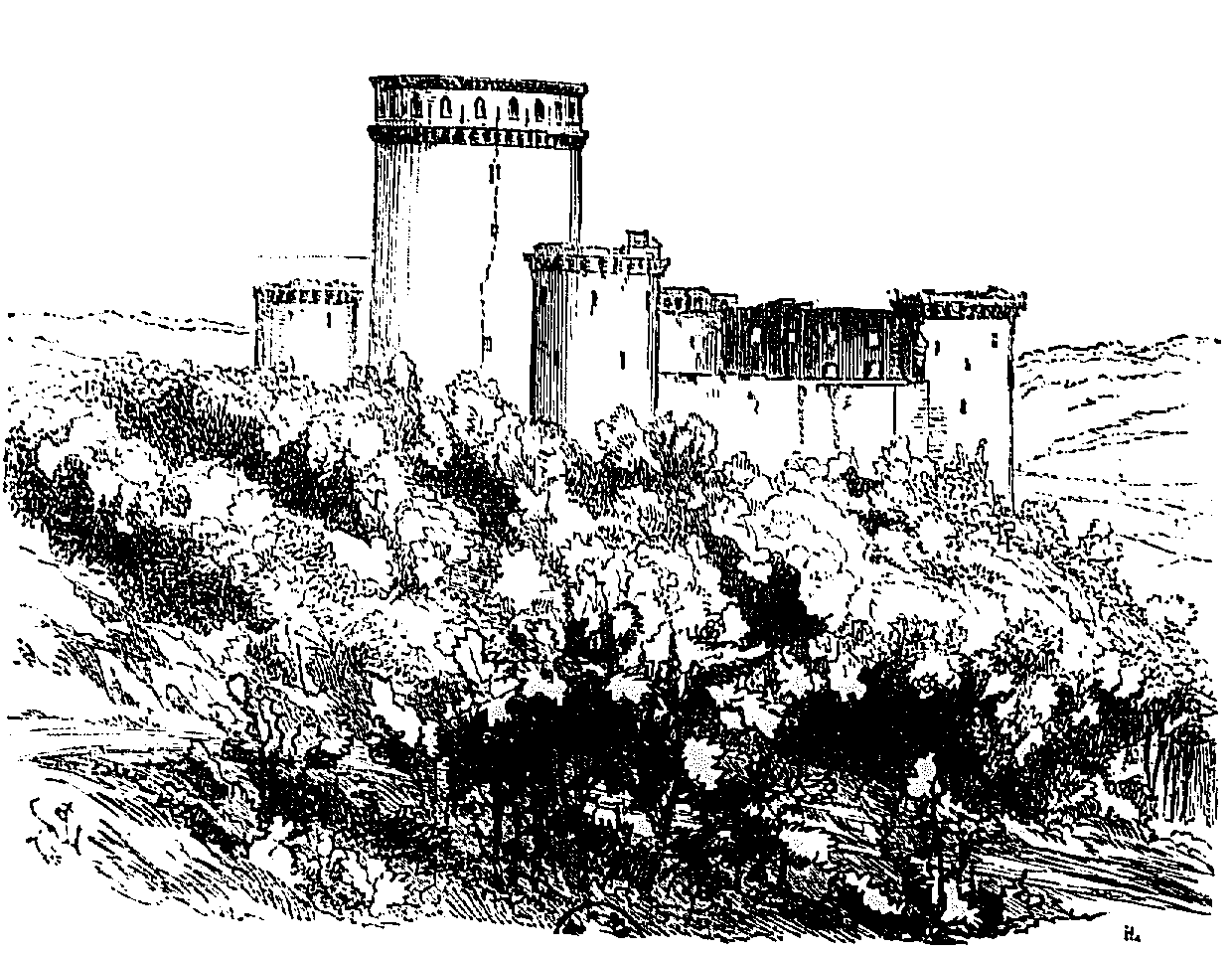
As ruínas do château de Coucy. Releitura de um desenho de Viollet-le-Duc.

Entre Artaud e Alberico o castelo de Coucy pertenceu a vários senhores, entre eles os condes de Vermandois e de Blois.
- (1059-1079) : Alberico de Coucy ou Aubri, senhor de Coucy. Fundou a abadia de Nogent-sous-Coucy, juntamente com a esposa Ada de Marle e a sogra Matilde de Marle, em 1059.

## Casa de Boves
- Drogo : senhor de Boves 1069
- (1080-1116) : Enguerrando I ou de Boves, filho de Drogo de Boves, casou-se com Ada de Marle, esposa divorciada de Alberico. Senhor de Coucy, tornou-se também conde de Amiens pela influência da avó Adélia de Boves, esposa de Raul IV. Foi suprimido do senhorio de Coucy por Carlos o Gordo.
- (1116-1130) : Tomás de Marle, filho do precedente, foi senhor de Coucy e de Marle, Conde de Amiens. Foi conde de Amiens por apenas dois anos (116-118) pois o condado foi confiscado pelo rei da França Luís VI, que o tirou da Casa de Boves e o confiou  à Casa de Vermandois. Tomás foi morto pelo conde de Vermandois Raul I, o Valente, por ordem de Luís, o  Gordo.

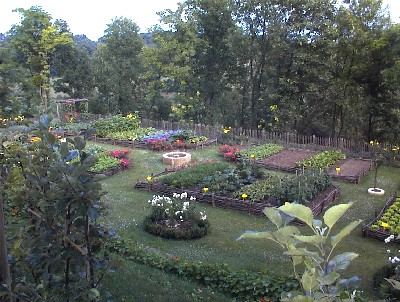
Os jardins do castelo, de inspiração medieval

## Casa de Marle
- (1130-1149) : Enguerrando II, dito de La Fère ou de Marle, senhor de Coucy, deMarle, de La Fère, de Crécy (sur-Serre), de Vervins, de Pinon, de Landouzy (la-Ville), de Fontaine (lès-Vervins), e de qualquer outra linhagem, filho do precedente.
- (1149-1191) : Raul I, filho do precedente. Morto no cerco de São joão d'acre em 15 de outubro de 1191, durante a  terceira cruzada.

Dos seus filhos Enguerrando III o sucedeu e Iolanda de Coucy casou-se com Roberto II conde de Dreux.
- (1191-1242) : Enguerrando III chamado o Grande,  conde de Roucy, filho do precedente. Por construir a mais formidável Fortaleza de Coucy de toda a  Cristandade, ele foi apelidado de O Construtor. Era casado com Maria nobre de Montmirail e dOisy, filha de João II de Montmirail, herdeira de Cambrai.
- (1242-1250) : Raul II, filho do precedente, morreu na  batalha de Mansourah
- (1250-1311) : Enguerrando IV, irmão mais novo do anterior. Tornou-se também senhor de Montmirail, sucedendo aos pais Enguerrando III e Maria d'Oisy.
- (1311-1321) : Enguerrando V, senhor de Coucy, Marle e La Fère, Oisy (Nord)|Oisy, Havrincourt em Cambrésis, Montmirail, Condé-en-Brie, e Châlons-le-Petit (?), sobrinho do precedente. Filho de Arnaldo III, senhor de Guines e de Aisne, casou em 1285 com Cristina de Lindsay
- (1321-1335) : Guilherme I, senhor de Coucy, de Marle, La Fère, Oisy e Montmiraill, filho do precedente, casou-se em 1311 com Isabel de Châtillon.
- (1335-1347) : Enguerrando VI, senhor de Coucy, filho do precedente
- (1347-1397) : Enguerrando VII, senhor de Coucy, barão e depois  conde de Bedford na Inglaterra, foi feito conde de Soissons pelo  rei da Inglaterra, filho do precedente
- (1397-1400) : Maria de Coucy, filha do precedente
- {1400) : Luís I de Valois comprou o baronato de Coucy em 15 de novembro de 1400.
- Ver ducado de Orléans.